# Leopold Bredart
Leopold Bredart (Aat, 7 november 1779 - Doornik, 17 augustus 1842) was lid van het Belgisch Nationaal Congres.

## Levensloop
Bredart stamde uit een familie van juristen en was de zoon van Jean-Baptiste Bredart (1725-1794) en Catherine Carton. Zelf trouwde hij met Justine du Trieux (of Durieux) en ze hadden één zoon.
Leopold Bredart behaalde zijn diploma van licentiaat in de rechten in 1808 aan de École de Droit in Brussel. Na enkele jaren als advocaat te hebben gewerkt, werd hij griffier bij de rechtbank van Eerste aanleg in Doornik, een ambt dat hij uitoefende zowel voor als na het jaar dat hij voor het arrondissement Aat zetelde in het Nationaal Congres, waar hij in de openbare zittingen een paar korte tussenkomsten hield. 
Zijn stemgedrag was als volgt: hij keurde de onafhankelijkheidsverklaring goed en stemde voor de eeuwigdurende verbanning van de Nassaus. Hij stemde voor de hertog van Nemours als koning, voor Surlet de Chokier als regent, opnieuw voor Surlet de Chokier als koning en niet voor Leopold van Saksen Coburg. Ten slotte stemde hij met grote overtuiging tegen het Verdrag der XVIII artikelen. Uit de logica achter dit stemgedrag was duidelijk dat hij voorstander was van toenadering tot Frankrijk, ook al werd hij achteraf niet als een reüionist beschouwd. 